# Higashinada, Kobe
Higashinada-ku (東灘区 (Đông Than khu)) là một trong 9 khu của thành phố Kobe, tỉnh Hyōgo, Nhật Bản.